# Acasă (singolo)
Acasă è un singolo del cantautore romeno Smiley, estratto dall'album omonimo (Acasă) e pubblicato il 1 novembre 2013.
Il brano è rimasto per oltre tre mesi in vetta alle classifiche romene.

## Video musicale
Il video mostra Smiley che viaggia con un carretto. Ad un certo punto arriva in una radura dove nota una casa (non si sa se l'abbia iniziata a costruire lui). Smiley comunque continua la costruzione, aiutato da un uomo molto alto, da due bambini e infine da un paracadutista che viene salvato dal gruppo. Verso sera la casa è quasi finita quando arriva una ragazza (presumibilmente la ragazza di Smiley) che, dopo aver fatto conoscenza con il gruppo ed aver fatto addormentare i bambini, si siede vicino al fuoco con Smiley che suona la chitarra.